# Сабельников Іван Іванович
Сабе́льников Іва́н Іва́нович (*5 жовтня 1897, місто Москва — †10 жовтня 1968, місто Іжевськ) — російський хірург, доктор медичний наук (1957), професор (1959), заслужений лікар Удмуртії (1958).
В 1931 році закінчив Перший Московський медичний інститут. Учень академіка Олександра Вишневського. В 1950–1958 роках доцент, потім професор кафедри факультетської хірургії ІДМІ.
Основний напрямок наукових досліджень — питання патології сечовидільної системи. Автор 26 друкованих робіт, в тому числі 2 монографії. Мав досвід практичної хірургії в умовах північного та східного Сибіру.

## Твори
- Гипертрофия предстательной железы. М., 1965
- Мочекаменная болезнь. Ижевск, 1963